# David Farber
David J. "Dave" Farber é um cientista da computação estadunidense.
Em 13 de agosto de 2013 Farber foi induzido como pioneiro no Internet Hall of Fame.